# Santi Puglisi
Santi Puglisi (Catania, 10 dicembre 1940) è un ex cestista, allenatore di pallacanestro e dirigente sportivo italiano.

## Carriera
Ha allenato in Serie A1 la Pallacanestro Trieste ed è stato viceallenatore di Sandro Gamba nella Nazionale italiana, con cui ha vinto l'Europeo 1983.
È stato per sette stagioni il general manager della Victoria Libertas Pesaro e per 11 anni della Fortitudo Bologna. Nel giugno 2008 si è legato con un contratto biennale alla New Basket Brindisi.
Nel maggio 2011 decide di ritirarsi a vita privata, prima di fare dietro front e accettare il ruolo di general manager propostogli dalla New Basket Brindisi. Il 19 aprile 2013 ha comunicato la sua decisione di dimettersi alla fine del campionato 2012-13 e di ritirarsi a vita privata.